# Xenochaetina leucostoma
Xenochaetina leucostoma är en tvåvingeart som beskrevs av Friedrich Georg Hendel 1936. Xenochaetina leucostoma ingår i släktet Xenochaetina och familjen lövflugor.
Artens utbredningsområde är Venezuela. Inga underarter finns listade i Catalogue of Life.